# Natação nos Jogos Pan-Americanos de 2007 - 200 m borboleta feminino
O evento dos 200 m borboleta feminino nos Jogos Pan-Americanos de 2007 foi realizado no Rio de Janeiro, Brasil, com a final realizada em 21 de julho de 2007.

## Medalhistas
| Ouro   | USA Kathleen Hersey |
| Prata  | USA Courtney Kalisz |
| Bronze | BRA Daiene Dias     |

## Resultados

### Final
| Posição | Nadadora            | País               | Tempo   | Nota |
| ------- | ------------------- | ------------------ | ------- | ---- |
| 1       | Kathleen Hersey     | USA Estados Unidos | 2:07.64 |      |
| 2       | Courtney Kalisz     | USA Estados Unidos | 2:12.75 |      |
| 3       | Daiene Dias         | BRA Brasil         | 2:13.35 |      |
| 4       | Zsofia Balazs       | CAN Canadá         | 2:13.99 |      |
| 5       | Prisciliana Escobar | MEX México         | 2:16.00 |      |
| 6       | Rita Medrano        | MEX México         | 2:17.10 |      |
| 7       | Florencia Chione    | ARG Argentina      | 2:18.42 |      |
| 8       | Maria Rodriguez     | VEN Venezuela      | 2:20.20 |      |

### Semifinais
| Posição | Nadadora               | País               | Tempo   | Nota |
| ------- | ---------------------- | ------------------ | ------- | ---- |
| 1       | Kathleen Hersey        | USA Estados Unidos | 2:08.89 | Q    |
| 2       | Courtney Kalisz        | USA Estados Unidos | 2:11.53 | Q    |
| 3       | Prisciliana Escobar    | MEX México         | 2:15.19 | Q    |
| 4       | Zsofia Balazs          | CAN Canadá         | 2:16.04 | Q    |
| 5       | Daiene Dias            | BRA Brasil         | 2:16.97 | Q    |
| 6       | María Rodríguez        | VEN Venezuela      | 2:19.04 | Q    |
| 7       | Florencia Ghione       | ARG Argentina      | 2:19.40 | Q    |
| 8       | Rita Medrano           | MEX México         | 2:20.63 | Q    |
|         |                        |                    |         |      |
| 9       | Larissa Cieslak        | BRA Brasil         | 2:21.04 |      |
| 10      | Daniela Reyes          | CHI Chile          | 2:22.08 |      |
| 11      | María Fernanda Coy     | GUA Guatemala      | 2:22.39 |      |
| 12      | Antonella Scanavino    | URU Uruguai        | 2:25.16 |      |
| 13      | Marsha Watson          | BAR Barbados       | 2:26.15 |      |
| 14      | Johanna Rodríguez      | CRC Costa Rica     | 2:27.75 |      |
| 15      | Ana Guadalup Hernández | ESA El Salvador    | 2:29.33 |      |
| 16      | Laura Paz              | HON Honduras       | 2:32.01 |      |